# FC Voluntari
FC Voluntari ist ein rumänischer Fußballverein aus Voluntari, unmittelbar nördlich von Bukarest. In der Saison 2015/16 spielte der Verein erstmals in der höchsten rumänischen Spielklasse, der Liga 1.

## Geschichte
Der FC Voluntari wurde 2010 gegründet. In der Saison 2012/13 belegte er den zweiten Platz in der Liga IV und stieg damit in die Liga III auf. In der nächsten Saison wurden der FC Voluntari Erster und qualifizierten sich damit für die Liga II. Auch in der Liga II spielte er gut und schlug Traditionsvereine wie Farul Constanța und CF Brăila. Der FC Voluntari wurde erneut Erster und nahm an den Aufstiegsplayoffs teil, die er gewann. Damit schaffte der Verein in seiner kurzen Vereinsgeschichte den größten Erfolg, den Aufstieg in die Liga I. Das Erstligadebüt des FC Voluntari endete mit einem zwölften Platz. In der Relegation gewann Voluntari gegen UTA Arad und konnte damit die Klasse halten.

## Erfolge
- Rumänischer Pokalsieger (1): 2017
- Rumänischer Supercupsieger (1): 2017

## Ehemalige Spieler
Die hier aufgelisteten Spieler haben mindestens ein Länderspiel für ihr Land bestritten.
Rumänien
- Tiberiu Bălan
- Nicolae Grigore
- Laurențiu Iorga
- Vasile Maftei
- Florin Maxim
- Daniel Pancu
- Paul Pârvulescu
- Sorin Rădoi
- Laurențiu Rus
- Dinu Todoran

Kroatien
- Saša Novaković

Elfenbeinküste
- Hamed Koné

## Ehemalige Trainer
- Adrian Iencsi (9. Juli 2013 – 2. Juni 2014)
- Ilie Poenaru (3. Juni 2014 – 30. Juni 2015)
- Bogdan Vintilă (1. Juli 2015 – 14. August 2015)
- Flavius Stoican (15. August 2015 – 24. September 2015)
- Mircea Rădulescu (24. September 2015 – 8. Oktober 2015)
- Gheorghe Mulțescu (6. Oktober 2015 – 21. Januar 2016)
- Ionel Ganea (24. Januar 2016 – 25. April 2016)
- Florin Marin (21. Mai 2016 – 9. März 2017)
- Claudiu Niculescu (2. April 2017 – 13. April 2018)
- Adrian Mutu (14. April 2018 – 14. Juni 2018)
- Daniel Oprița (25. August 2018 – 21. August 2018)
- Dinu Todoran (25. August 2018 – 15. November 2018)

## Stadion
Der FC Voluntari trägt seine Heimspiele im Stadionul Anghel Iordănescu in Voluntari aus.

## Statistik
| Saison  | Liga     | Platz |          |
| ------- | -------- | ----- | -------- |
| 2012/13 | Liga IV  | 2     | Aufstieg |
| 2013/14 | Liga III | 1     | Aufstieg |
| 2014/15 | Liga II  | 1     | Aufstieg |